# بناء الجمل التحويلية
في علم اللغة، يعد بناء الجملة التحويلية نهجًا مشتقا من بناء الجمل التي تطورت من النظرية القياسية الممتدة لقواعد اللغة التوليدية التي اقترحها أولا نعوم تشومسكي في كتبه الهياكل النحوية والجوانب لنظرية النحو. وقد برزت الحاجة إلى تحسين مناهج قواعد اللغويات الهيكلية.
بشكل خاص في التجسيدات المبكرة، اعتمد بناء الجملة التحويلية الرأي القائل بأن قواعد بنية العبارة يجب أن يتم إثرائها بقواعد التحويل، مع القواعد النحوية أو العمليات النحوية التي تغير الهياكل الأساسية التي تم إنشاؤها بواسطة قواعد بنية العبارة. في نظريات أحدث، بما في ذلك الحكومة ونظرية ملزمة ولكن بشكل خاص في بساطتها، تم التخلي عن التمييز القوي بين بنية العبارة والمكونات التحويلية إلى حد كبير، مع العمليات التي تبني الهيكل (قواعد بناء العبارة) وتلك التي تغير بناءها (القواعد التحويلية) إما مدخلا، أو موحدًا ضمن عملية واحدة (كما هو الحال في عملية دمج الحد الأدنى).

## نظرة عامة
وفقًا لتقليد Chomskyan ، فإن اكتساب اللغة سهل للأطفال لأنهم يولدون بقواعد عالمية في أذهانهم. يميز التقليد أيضًا بين الكفاءة اللغوية، وما يعرفه الشخص عن اللغة، والأداء اللغوي، وكيف يستخدمه الشخص. أخيرًا، يتم تصنيف القواعد النحوية والمخططات التخطيطية وفقًا لثلاثة مستويات من الملاءمة: الملاحظة والوصف والتوضيحي. أحد الجوانب الأساسية للنظرية المعيارية الأصلية هو التمييز بين تمثيلين مختلفين للجملة، يسمى الهيكل العميق والهيكل السطحي. يرتبط التمثيلان ببعضهما البعض من خلال مجموعة من قواعد التحول، ومجموع هذه القواعد هو ما يشكل القواعد، وما يجب أن يقدمه الوصف النحوي للغة. بموجب هذه النظرية، يجب أن يكون للمتكلم الوصول إلى كلا من البنى لتفسير أي تعبير.
تحت هذا النموذج، تم وضع بناء الجملة في مركز البحث اللغوي وسعى إلى تجاوز الوصف. استكشف العلماء شكليات النحو وعلم النفس النحوي في ظل هذا النموذج. أدى هذا إلى إجراء بحث أكثر منهجية حول البيانات اللغوية مثل أحكام المتحدثين الأصليين والاختلافات في النحوية.
كتب العديد من اللغويين البارزين حول هذا الموضوع، بما في ذلك أندرو رادفورد،  رودني هدلستون،  وروجر فاولر. تم تعديل جوانب بناء الجملة التحويلية أو استبدالها في إطار برنامج الحد الأدنى.

### بناء الجملة الغير تحويليه
تصف البنية غير التحويلية النماذج المتنافسة. تتضمن الأطر النحوية الغير تحويلية الرئيسية قواعد بناء العبارة التي يحركها الرأس، والقواعد المعجمية الوظيفية، والقواعد الفئوية، والبناء البسيط.